# Parkometr

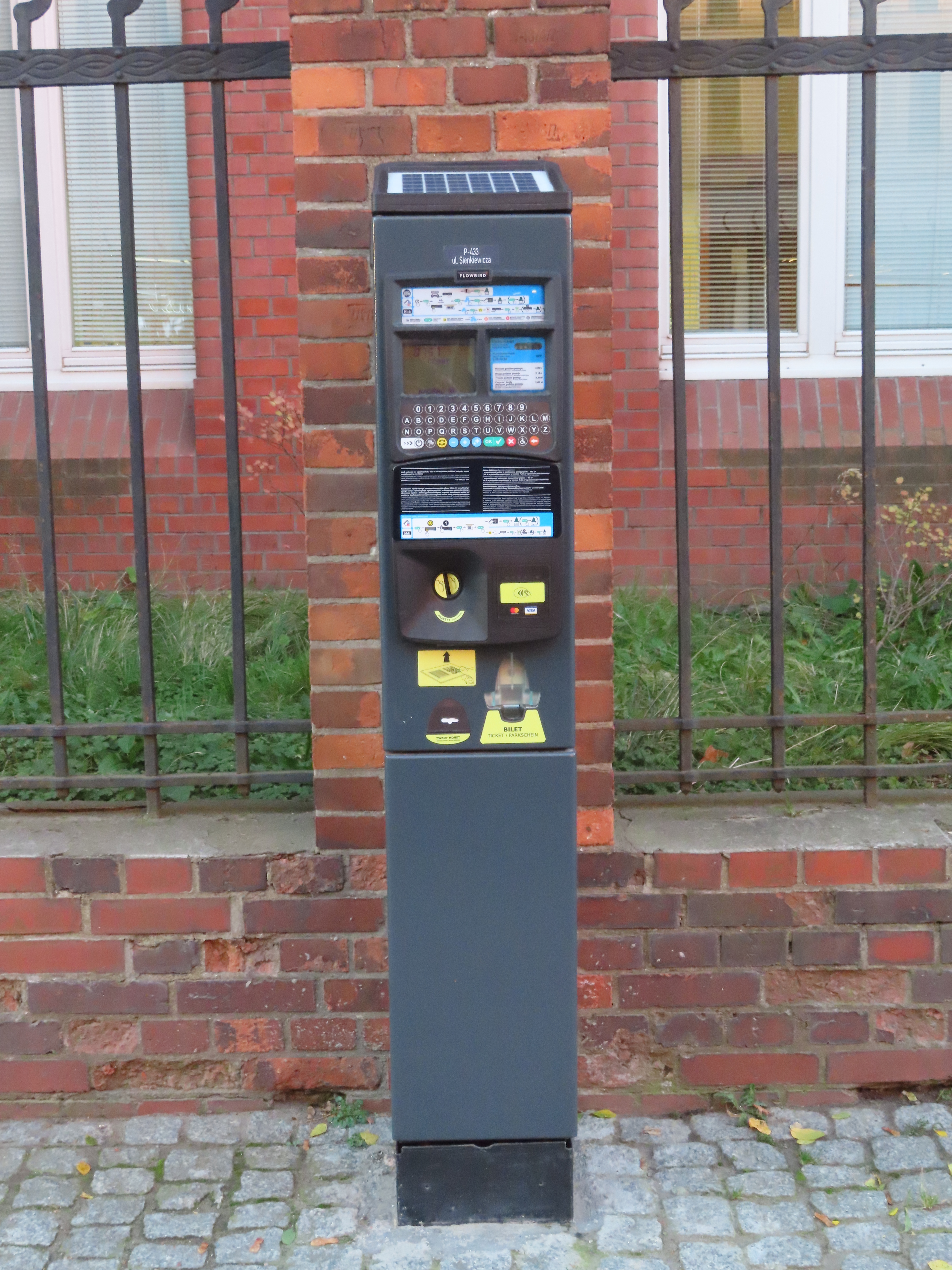
Parkomat we Wrocławiu.

Parkometr (parkować + gr. metreín – mierzyć) – urządzenie, które po wrzuceniu odpowiednich monet odmierza czas postoju bezpośrednio obok tego urządzenia zaparkowanego pojazdu.
Parkometr został wymyślony i opatentowany przez Carla C. Magee z Oklahoma City, Oklahoma. Pierwsza nazwa – „coin controlled parking meter” użyta 13 maja 1935.
Pierwsza instalacja parkometru nastąpiła w Oklahoma City 16 lipca 1935. Szybko urządzenie przyjęło się na ulicach, umożliwiając ograniczenie czasu postoju samochodów (problem głównie dotyczył sklepikarzy).
Przez około 40 lat, parkometry mechaniczne przechodziły jedynie małe modyfikacje, aż w połowie lat 80. otrzymały kilka układów elektronicznych, rozpoczynając w ten sposób nowy etap jakości ich obsługi, niezawodności oraz możliwości programowania.
W latach 90. parkometry zaczęły być zastępowane parkomatami, czyli urządzeniami typu „Pay and display” (ang.) sprzedającymi bilety opłaty parkingowej.